# Leptopelis mossambicus
Leptopelis mossambicus és una espècie de granota de la família dels hiperòlids que viu a Malawi, Moçambic, Sud-àfrica, Eswatini, Zimbàbue i, possiblement també, a Botswana.
Està amenaçada d'extinció per la pèrdua del seu hàbitat natural.